# Rainrock
Rainrock var ett rockband som spelade tillsammans med Pugh Rogefeldt (på sång, gitarr och munspel.) från 1974 till 1977.
Bandet bestod av Bo Frölander på trummor, Roger Pettersson på basgitarr och back-up sång, samt Göran Ringström eller Ingemar Rogefeldt på elgitarr.